# Vaktgående maskinpersonal
Vaktgående maskinpersonal är en svensk behörighet för sjömän.
Reglerna för sjömansbehörigheter ändrades 2011 i och med införandet av STCW-Manila i Sverige.
Behörighetskraven fastställs i Sverige av Transportstyrelsen.

## Behörighetskrav[1]
6 månaders maskintjänstgöring på fartyg med minst 400 kW maskinstyrka
eller
godkänd utbildning på Sjöfartsutbildningen